# Grandchamp (Yonne)
Grandchamp foi uma comuna francesa na região administrativa de Borgonha-Franco-Condado, no departamento de Yonne. Estendia-se por uma área de 29,31 km². Em 2010 a comuna tinha 369 habitantes (densidade: 12,6 hab./km²).
Em 1 de janeiro de 2016, passou a formar parte da nova comuna de Charny Orée de Puisaye.